# Mickaël Malsa
Mickaël Malsa (ur. 12 października 1995 w Paryżu) – francuski piłkarz występujący na pozycji pomocnika w Albacete Balompié.